# Carea quieta
Carea quieta är en fjärilsart som beskrevs av Louis Beethoven Prout 1924. Carea quieta ingår i släktet Carea och familjen trågspinnare. Inga underarter finns listade i Catalogue of Life.